# Cola pseudoclavata
Cola pseudoclavata är en malvaväxtart som beskrevs av Martin Roy Cheek. Cola pseudoclavata ingår i släktet Cola och familjen malvaväxter. Inga underarter finns listade i Catalogue of Life.